# 李婷婷
李婷婷（1989年—），化名李麦子，中国大陆女权活动人士，現居於美國紐約。她于2015年国际妇女节前夕与其他四名人權運動者（韦婷婷、武嵘嵘、郑楚然、王曼，合称“女权五姐妹”）一起被警方拘留，她们原计划在妇女节期间进行公交车反性骚扰行动。

## 早年生活
李婷婷的母亲在怀下她后被迫与李的父亲结婚。一家人住在北京郊区，李的父亲从事化肥供给工作。父亲被解雇后，母亲在北京一家工厂找了份工作，继续为家中事务操劳。李婷婷称，小时候她的父亲经常会为了小事打她和母亲。

## 社会活动
大二时，李婷婷成立了一个女同性恋社区教育小组，为大学生提供咨询服务和支持。李婷婷在中国参与了几次公共示威活动。2012年2月，李婷婷与其他两名志愿者身着带有血迹的婚纱，妆扮成“受伤的新娘”出现在北京一条步行街，向路人散发反对家庭暴力的宣传资料。虽然人群大体接受，但据报道许多观察家对在公众场合宣扬私人问题表示尴尬。李还和郑楚然发起了“占领男厕所”运动，志愿者挡住前来入厕的男子，同时招呼女性使用空位，减少她们等待的时间。这一活动引起了国内外媒体的广泛关注，也引发了网络讨论。
在此次活动中，当地城管部门的官员跟随了三名女性，斥责她们未登记就进行示威。8月，李婷婷发起了“剃头”活动，抗议部分高校录取时设定“男生分数线”的行为。
2013年，李婷婷发起呼吁取消就业性别歧视的活动。海天盛筵事件后，李婷婷与其他两名志愿者发起活动，呼吁停止“绿茶婊”等语言暴力。2016年，李婷婷称她目前主要关注预防强迫婚姻的问题。

## 拘留
2015年3月6日，警察到达李婷婷与她的伴侣居住的公寓。李婷婷最初没有开门，她听到了警方的对话，他们已经监听了她的电话。当警方打电话给锁匠准备破门而入时，她打开了门。李婷婷称警方搜查她的公寓，没收了她和伴侣的电子产品，且没有出具填写好的逮捕证或身份证件。之后警方把李和她的伴侣分别用不同的车带走。李婷婷被带到当地派出所，警察索要她的私人电话。 在解锁手机时，她趁机删除了她的微信的聊天记录。
3月7日晚，李婷婷被带到地下停车场，乘坐一辆面包车离去。她的伴侣已被释放，但面包车上还有维权人士韦婷婷和王曼。警方不断询问她们计划的反性骚扰活动。这些问题转移到了外国势力的介入上，李婷婷称这似乎使警方非常紧张。他们还问及她参与的其他公共抗议活动。李婷婷工作的非政府组织办公室也遭到突击搜查，她最初正是通过此工作参与了倡导性别平等和LGBT活动。警方想要这家公司的资料，但李并不在管理职位。在被拘留的27天里，她遭受了49次审问。
2015年4月13日，李婷婷与其他四名活动家一起被释放，但条件是她们不能离开法定居住地。此外，每个人都必须为自己的行为找个担保人。一年后，中国警方解除了她们的取保候审。

## 赴美
据报道李婷婷被列入中国媒体黑名单，这意味着不会有国内媒体报道她，她任职的非政府组织也遭关闭。李婷婷为《卫报》等国际媒体撰写观点文章，描述了她被捕的情况和当前中国女性权利的状况。她还参加了美国和英国的讨论会，就中国女权主义发表观点。在2016年接受BBC中文网采访时，李婷婷描述现在的自己很“听话”，不再上街做街头运动，而是选择比较温和的方式。
2019冠状病毒病中国大陆疫情讓李婷婷有了離開中國的想法，後她因受四通桥事件牽連而受警方監視。她欲和女友結婚，但國保不准，故她最終僅舉行線上婚禮，不久後赴美國紐約定居。

## 奖项
- 巾帼百名（100 Women，BBC）- 2015年